# Liste der Staatsoberhäupter 1451
Übersicht
◄◄ | ◄ | 1447 | 1448 | 1449 | 1450 | Liste der Staatsoberhäupter 1451 | 1452 | 1453 | 1454 | 1455 | ► | ►►

Weitere Ereignisse

## Afrika
- Ägypten (Burdschiyya-Dynastie)
  - Sultan: az-Zahir Saif ad-Din Dschaqmaq (1438–1453)

- Algerien (Abdalwadiden)
  - Sultan: Abul-Abbas Ahmad I. al-Aqil (1430–1462)

- Äthiopien
  - Kaiser (Negus Negest): Konstantin I. (1434–1468)

- Ifriqiya (Ost-Algerien, Tunesien) (Hafsiden)
  - Kalif: Abu Umar Uthman (1435–1487)

- Jolof (im heutigen Senegal)
  - Buur-ba Jolof: N'Dyelen Mbey Leeyti (1450–1465)

- Kanem-Bornu (Sefuwa-Dynastie)
  - König / Mai: Ghazi (1449–1454)

- Kano
  - König: Abdullah Burja (1438–1452)

- Marokko (Meriniden)
  - Sultan: Abdalhaqq II. (1420–1465)

## Amerika
- Aztekenreich
  - Tlatoani: Moctezuma I. (1440–1469)

- Inkareich
  - Inka: Pachacútec Yupanqui (1438–1471)

## Asien
- Aq Qoyunlu (Reich der Weißen Hammel)
  - Herrscher: Qara Yülük Uthman (1389–1453)

- China (Ming-Dynastie)
  - Kaiser: Jingtai (1449–1457)

- Japan
  - Kaiser: Go-Hanazono (1428–1464)
  - Shōgun Ashikaga: Ashikaga Yoshimasa (1449–1473)

- Korea (Joseon-Dynastie)
  - König: Munjong (1450–1452)

- Persien 
  - Sultan (Timuriden-Dynastie): Abdallah Mirza (1450–1451)
  - Sultan (Timuriden-Dynastie): Abu Said (1451–1469)

- Qara Qoyunlu (Reich der Schwarzen Hammel)
  - Herrscher: Dschahan Schah (1435–1467)

- Siam (Thailand)
  - König: Boromtrailokanat (1448–1463)

- Trapezunt
  - Kaiser: Johannes IV. (1429–1458)

## Europa
- Albanien (Liga von Lezha)
  - König: Skanderbeg (1444–1468)

- Andorra
  - Co-Fürsten:
    - Graf von Foix: Gaston IV. (1436–1472)
    - Bischof von Urgell: Arnau Roger de Pallars (1437–1461)

- Byzantinisches Reich
  - Kaiser: Konstantin XI. Palaiologos (1448–1453)

- Dänemark
  - König: Christian I. (1448–1481)

- Deutschordensstaat
  - Hochmeister: Ludwig von Erlichshausen (1450–1467)

- England
  - König: Heinrich VI. (1422–1461) (1470–1471)

- Frankreich
  - König: Karl VII., der Siegreiche (1422–1461)
  - Bretagne
    - Herzog: Peter II. (1550–1557)

- Heiliges Römisches Reich
  - König: Friedrich III. (1440–1493) (ab 1452 Kaiser)
  - Kurfürstentümer
    - Erzstift Köln
      - Erzbischof: Dietrich II. von Moers (1414–1463) (1414–1463 Administrator von Paderborn)

    - Erzstift Mainz
      - Erzbischof: Dietrich Schenk von Erbach (1434–1459)

    - Erzstift Trier
      - Erzbischof: Jakob I. von Sierck (1439–1456)

    - Böhmen
      - König: Ladislaus Postumus (1440–1457) (Krönung 1453)

    - Brandenburg
      - Markgraf: Friedrich II. Eisenzahn (1440–1471)

    - Kurpfalz
      - Pfalzgraf: Philipp der Aufrichtige (1449–1451, 1476–1508)
      - Pfalzgraf: Friedrich I. der Siegreiche (1451–1476)

    - Sachsen
      - Kurfürst: Friedrich II. der Sanftmütige (1428–1464)

  - geistliche Fürstentümer
    - Hochstift Augsburg
      - Bischof: Peter von Schaumberg (1424–1469)

    - Hochstift Bamberg
      - Bischof: Anton von Rotenhan (1431–1459)

    - Hochstift Basel
      - Bischof: Friedrich zu Rhein (1437–1451)
      - Bischof: Arnold von Rotberg (1451–1458)

    - Erzstift Besançon
      - Erzbischof: Quentin Ménard (1439–1462)

    - Hochstift Brandenburg
      - Bischof: Stephan Bodecker (1421–1459)

    - Erzstift Bremen
      - Erzbischof: Gerhard III. von der Hoye (1441–1463)

    - Hochstift Brixen
      - Bischof: Nikolaus von Kues (1450–1464)

    - Hochstift Cambrai
      - Bischof: Johann VI. von Burgund (1439–1479)

    - Hochstift Cammin
      - Bischof: Henning Iven (1446–1468)

    - Hochstift Chur
      - Administrator: Heinrich IV. von Hewen (1441–1456) (1436–1462 Bischof von Konstanz)

    - Abtei Corvey
      - Abt: Arnold von der Malsburg (1435–1463)

    - Hochstift Eichstätt
      - Bischof: Johann III. von Eych (1445–1464)

    - Hochstift Freising
      - Bischof: Johannes III. Grünwalder (1448–1452)

    - Abtei Fulda
      - Abt: Reinhard von Weilnau (1449–1472)

    - Hochstift Genf
      - Bischof: Amadeus von Savoyen (1444–1451) (1439–1449 Gegenpapst, 1391–1416 Graf von Savoyen, 1416–1439 Herzog von Savoyen)
      - Bischof: Peter von Savoyen (1451–1458)

    - Hochstift Halberstadt
      - Bischof: Burchard von Warberg (1437–1458)

    - Hochstift Havelberg
      - Bischof: Konrad von Lintorff (1427–1460)

    - Hochstift Hildesheim
      - Bischof: Magnus von Sachsen-Lauenburg (1424–1452) (1410–1424 Bischof von Cammin)

    - Hochstift Konstanz
      - Bischof: Heinrich IV. von Hewen (1436–1462) (1441–1456 Administrator von Chur)

    - Hochstift Lausanne
      - Bischof: Georg von Saluzzo (1440–1461)

    - Hochstift Lübeck
      - Bischof: Arnold Westphal (1450–1466)

    - Hochstift Lüttich
      - Bischof: Johann VIII. von Heinsberg (1419–1456)

    - Erzstift Magdeburg
      - Erzbischof: Friedrich III. von Beichlingen (1445–1464)

    - Hochstift Meißen
      - Bischof: Johannes IV. Hoffmann von Schweidnitz (1427–1451)
      - Bischof: Caspar von Schönberg (1451–1463)

    - Hochstift Merseburg
      - Bischof: Johann II. Bose (1431–1463)

    - Hochstift Metz
      - Bischof: Conrad II. Bayer von Boppard (1415–1459)

    - Hochstift Minden
      - Bischof: Albrecht von Hoya (1437–1473) (1450–1454 Administrator von Osnabrück)

    - Hochstift Münster (1450–1457: Bistum umstritten – s.a. Münsterische Stiftsfehde)
      - Bischof: Walram von Moers (1450–1456)
      - Gegenbischof: Erich von Hoya (1450–1457)

    - Hochstift Naumburg
      - Bischof: Peter von Schleinitz (1434–1463)

    - Hochstift Osnabrück
      - Bischof: Albert von Hoya (1450–1454) (1437–1473 Bischof von Minden)

    - Hochstift Paderborn
      - Administrator: Dietrich III. von Moers (1414–1463) (1414–1463 Erzbischof von Köln)

    - Hochstift Passau
      - Bischof: Leonhard von Laiming (1423–1451)
      - Bischof: Ulrich von Nußdorf (1451–1479)

    - Hochstift Ratzeburg
      - Bischof: Johannes II. Prohl (1440–1454)

    - Hochstift Regensburg
      - Bischof: Friedrich III. von Plankenfels (1450–1457)

    - Erzstift Salzburg
      - Erzbischof: Friedrich IV. Truchsess von Emmerberg (1441–1452)

    - Hochstift Schwerin
      - Bischof: Nikolaus I. Bödeker (1444–1457)

    - Hochstift Sitten (Herrschaft umstritten)
      - Bischof: Wilhelm (III.) von Raron (1437–1451)
      - Bischof: Guillaume-Hugues d’Estaing (1451–1454)
      - Bischof: Heinrich Asperlin (1451–1457)

    - Hochstift Speyer
      - Bischof: Reinhard von Helmstatt (1438–1456)

    - Hochstift Straßburg
      - Bischof: Ruprecht von Pfalz-Simmern (1440–1478)

    - Hochstift Toul
      - Bischof: Guillaume Fillastre der Jüngere (1449–1460)

    - Hochstift Trient
      - Bischof: Georg II. Haak von Themeswald (1446–1465)

    - Hochstift Utrecht
      - Bischof: Rudolf von Diepholz (1433–1455)

    - Hochstift Verden
      - Bischof: Johannes III. von Asel (1426–1470)

    - Hochstift Verdun
      - Bischof: Louis de Haraucourt (1430–1437) (1449–1456)

    - Hochstift Worms
      - Bischof: Reinhard I. von Sickingen (1445–1482)

    - Hochstift Würzburg
      - Bischof: Gottfried IV. Schenk von Limpurg (1443–1455)

  - weltliche Fürstentümer
    - Baden
      - Markgraf: Jakob I. (1431–1453)

    - Bayern
      - Bayern-Landshut
        - Herzog: Ludwig IX. der Reiche (1450–1479)

      - Bayern-München
        - Herzog: Albrecht III. der Fromme (1438–1460)

    - Brandenburg-Ansbach
      - Markgraf: Albrecht Achilles (1440–1486) (1471–1486 Kurfürst von Brandenburg, 1457–1486 Markgraf von Brandenburg-Kulmbach)

    - Brandenburg-Kulmbach
      - Markgraf: Johann der Alchemist (1440–1457)

    - Herzogtum Braunschweig-Lüneburg
      - Braunschweig-Calenberg
        - Herzog: Wilhelm I. (1432–1473)

      - Braunschweig-Göttingen
        - Herzog: Otto II. (1394–1463)

      - Braunschweig-Grubenhagen
        - Herzog: Heinrich III. (1427–1464) (bis 1437 unter Vormundschaft)
        - Herzog: Albrecht II. (1427–1485) (bis 1440 unter Vormundschaft)
        - Herzog: Ernst (1427–1464) (bis 1440 unter Vormundschaft)

      - Braunschweig-Lüneburg
        - Herzog: Friedrich II. (1434–1457) (1472–1478)

      - Braunschweig-Wolfenbüttel
        - Herzog: Heinrich II. (1428–1473)

    - Hanau
      - Graf: Reinhard II. (1404–1451) (bis 1429 Herr)
      - Reinhard III. (1451–1452)

    - Hessen
      - Landgraf: Ludwig I. (1413–1458)

    - Hohenzollern
      - Graf: Jobst Nikolaus I. (1439–1488)

    - Jülich-Berg-Ravensberg
      - Herzog: Gerhard (1437–1475)

    - Kleve
      - Herzog: Johann I. (1448–1481)

    - Lippe
      - Herr: Bernhard VII. (1429–1511)

    - Lothringen
      - Herzogin: Isabella (1431–1453)
      - Herzog: René I. (1431–1453) (Iure uxoris) (1435–1442 König von Neapel, 1434–1480 Herzog von Anjou, 1419–1480 Herzog von Bar, 1434–1480 Graf von Provence)

    - Mecklenburg
      - Mecklenburg-Schwerin
        - Herzog: Heinrich IV. (1422–1477)
        - Herzog: Johann VI. (1422–1474)

      - Mecklenburg-Stargard
        - Herzog: Heinrich (1417–1466)

    - Nassau
      - ottonische Linie
        - Nassau-Beilstein
          - Graf: Johann I. (1412–1473) (Beilstein und Mengerskirchen)
          - Graf: Heinrich III. (1418–1477) (Liebenscheid)

        - Nassau-Dillenburg
          - Graf: Heinrich II. (1442–1451) (Dillenburg)
          - Graf: Johann IV. (1442–1475) (Breda)

      - walramische Linie
        - Nassau-Idstein
          - Graf: Johann (1426–1480)

        - Nassau-Weilburg
          - Graf: Philipp II. (1429–1492)

    - Oldenburg
      - Graf: Gerd (1448–1482)

    - Ortenburg
      - Graf: Alram II. (1444–1460)

    - Pfalz (Kurlinie siehe unter Kurfürstentümer)
      - Pfalz-Mosbach-Neumarkt
        - Pfalzgraf: Otto I. (1410–1461) (bis 1448 Pfalzgraf von Pfalz-Mosbach)

      - Pfalz-Simmern-Zweibrücken
        - Pfalzgraf: Stefan (1410–1453)

    - Pommern
      - Pommern-Barth (1451: fällt am Pommern-Wolgast)
        - Herzog: Barnim VIII. (1425–1451)

      - Pommern-Stettin
        - Herzog: Joachim (1435–1451)
        - Herzog: Otto III. (1451–1464)

      - Pommern-Stolp
        - Herzog: Erich I. (1446–1459) (1412–1439 König von Dänemark, 1412–1441 König von Norwegen, 1412–1442 König von Schweden)

      - Pommern-Wolgast
        - Herzog: Barnim VII. (1415–1451)
        - Herzog: Wartislaw IX. (1451–1457)

    - Sachsen-Lauenburg (Askanier)
      - Herzog: Bernhard II. (1435–1463)

    - Waldeck
      - Waldeck-Landau
        - Graf: Otto III. (1431–1459)

      - Waldeck-Waldeck
        - Graf: Wolrad I. (1442/4–1475)

    - Württemberg
      - Stuttgart
        - Graf: Ulrich V. der Vielgeliebte (1419/42–1480)

      - Urach
        - Graf: Ludwig II. (1450–1457)

- Italienische Staaten
  - Este
    - Markgraf: Bertoldo II. d’Este (1448–1463)

  - Ferrara, Modena und Reggio
    - Herr: Borso d’Este (1450–1471) (ab 1452 Herzog)

  - Florenz (nominell Republik)
    - Signor: Cosimo de’ Medici (1434–1464) (de facto Herrscher)

  - Genua
    - Doge: Pietro di Campofregoso (1450–1458)

  - Kirchenstaat
    - Papst: Nikolaus V. (1447–1455)

  - Mailand
    - Herzog: Francesco I. Sforza (1450–1466)

  - Mantua
    - Markgraf: Luigi III. Gonzaga (1444–1478)

  - Montferrat
    - Markgraf: Johann IV. (1445–1464)

  - Neapel (1442–1458 Personalunion mit Aragón)
    - König: Alfons I. (1442–1458)

  - Rimini
    - Herr: Sigismondo Malatesta (1432–1468)

  - Saluzzo
    - Markgraf: Ludwig I. (1416–1475)

  - San Marino
    - Capitano Reggente: Menghino di Francesco Calcigni (1450–1451)
    - Capitano Reggente: Mengo di Antonio (1450–1451)
    - Capitano Reggente: Cecco di Giovanni da Valle (1451)
    - Capitano Reggente: Simone di Antonio Belluzzi (1451)
    - Capitano Reggente: Niccolò di Michelino (1451–1452)
    - Capitano Reggente: Paolo di Angelo di Ciono (1451–1452)

  - Savoyen
    - Herzog: Ludwig (1434/39–1465) (bis 1439 Regent)

  - Sizilien (1412–1713 zu Aragon bzw. Spanien)
    - König: Alfons I. (1416–1458)
      - Vizekönig: Lope Ximénez de Urrea (1443–1459) (1465–1475)

  - Urbino
    - Herzog: Federico da Montefeltro (1444–1482)

  - Venedig
    - Doge: Francesco Foscari (1423–1457)

- Monaco
  - Seigneur: Jean I. (1407–1454)

- Norwegen
  - König: Christian I. (1450–1481)

- Osmanisches Reich
  - Sultan: Murat II. (1421–1451)
  - Sultan: Mehmet II. (1451–1481)

- Polen
  - König: Johann I. (1447–1492)

- Portugal
  - König: Alfons V. (1438–1481)

- Russland
  - Großfürst: Wassili II. (1425–1462)

- Schottland
  - König: Jakob II. (1437–1460)

- Schweden
  - König: Karl VIII. (1448–1457)

- Spanische Staaten
  - Aragon
    - König: Alfons V. (1416–1458) (1442–1458 König von Neapel)

  - Granada
    - Emir: Muhammad IX. (1419–1427, 1429–1431, 1432–1445, 1448–1453)

  - Kastilien
    - König: Johann II. (1406–1454)

  - Navarra
    - König: Johann II. (1425–1479) (1458–1479 König von Aragón und Sizilien)

- Ungarn
  - König: Ladislaus V. Postumus (1440/44–1457) (bis 1452 in der Gefangenschaft seines Onkels Friedrich III.)
  - Reichsverweser: Johann Hunyadi (1446–1456)

- Walachei
  - Fürst: Vladislav II. (1447–1448) (1448–1456)

- Zeta
  - Fürst: Stefan I. Crnojević (1427–1465)

- Zypern
  - König: Johann II. (1432–1458)